# ローズヒップ

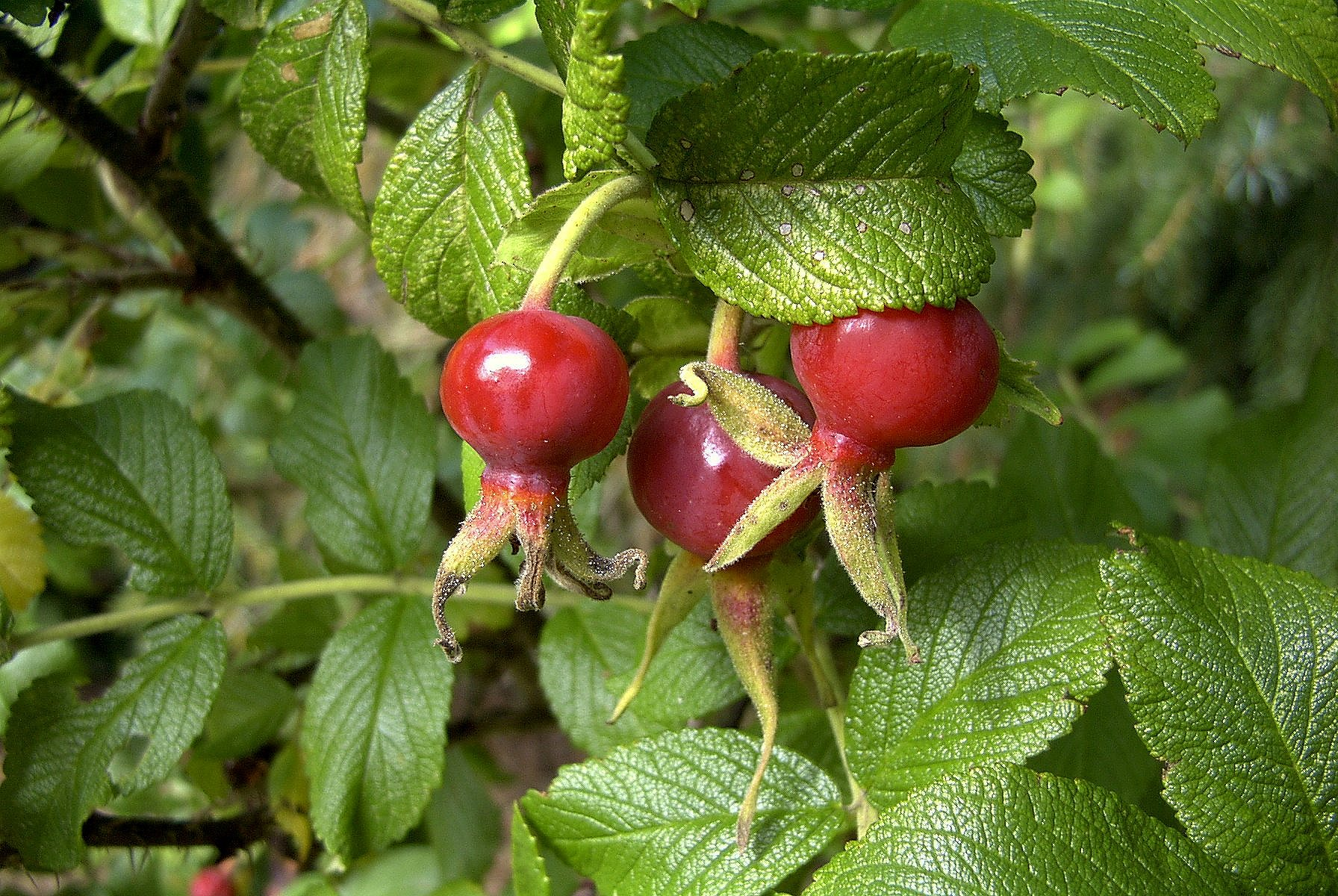
ローズヒップ

ローズヒップ (rose hip) は、バラ科バラ属の植物（いわゆる「バラ」）の果実である。
「ヒップ」は「尻」とは関係無く、本来は「ヒップ」だけでバラの果実を意味する単語である。

## 食用
- 色は、赤、オレンジ色、濃い紫色など。
- 形は、球形、紡錘形、涙形など。
- ビタミンCに富む。
- ハーブティーとしても使用。

ローズヒップ生産のため、バラの特定品種（特にイヌバラ）が栽培されている。ハイビスカスとブレンドしたハーブティとして飲用される。果肉はジャム、ジェリー、マーマレードに用いられる。ローズヒップオイルは食用油として、またスキンケアにも用いられる。ブランデーやリキュールの原料や、民間薬として用いられることもある。ビタミンCを含むサプリメントにも用いられている。また、スウェーデンでは、ローズヒップを用いたニッポンソッパというスープ料理が食されている。

## 栄養
野生のローズヒップは特にビタミンCが豊富であり、100gあたり426mg含まれている。しかしながらHPLCによる分析では、未加工のローズヒップや商業的に入手可能な製品のビタミンC濃度には幅があり、0.03～1.3%となることがわかっている。
ローズヒップはカロテノイド、ベータカロテン、ルテイン、ゼアキサンチン、リコペン(どういった生物的役割があるかは基礎研究中)を含有する。メタアナリシスによるローズヒップの抽出物が関節炎にもたらす効果の研究の結果、治験における安全性と効果性のさらなる分析を必要とはするものの多少は効果があるとわかった。しかし変形性膝関節症にはあまり効果がない。

## 歴史
第二次世界大戦中、英国はドイツ海軍Uボートの海上封鎖によりオレンジの輸入がストップした。ビタミンCの補給のため、英国の学童たちは生垣に生えているローズヒップの採集を命じられたことがある。

## ローズヒップが重要なバラ
- ハマナス
- イヌバラ